# Ла Кјуза (Анкона)
Ла Кјуза је насеље у Италији у округу Анкона, региону Марке.
Према процени из 2011. у насељу је живело 28 становника. Насеље се налази на надморској висини од 31 м.